# بوصير مختلط
البوصير المختلط (باللاتينية: Verbascum commixtum) نوع نباتي يتبع جنس البوصير من الفصيلة الغدبية.

## الموئل والانتشار
موطنه المغرب العربي.

## مرادفات للاسم العلمي
- (باللاتينية: Celsia commixta Murb.)
- (باللاتينية: Celsia betonicifolia Willk.)